# Wartortle
Wartortle (japanski: カメール Kamēru) jedan je od 1025 fiktivnih vrsta Pokémona iz medijske franšize Pokémon, skupa Pokémon videoigara, animiranih serija, manga stripova, knjiga, igraćih karata i drugih medija kojima je tvorac Satoshi Tajiri. Svrha je Wartortlea u videoigrama, animiranoj seriji i manga stripovima, kao i svrha ostalih Pokémona, borba s divljim Pokémonima – neukroćenim stvorenjima koje igrači i likovi pronalaze dok kreću na razne avanture – i pripitomljenim Pokémonima drugih Pokémon trenera.

## Etimologijaimena
Ime Wartortle kombinacija je engleskih riječi war, rat, ili čak water, voda, s riječima tortoise i turtle, a obje riječi označavaju kornjače. 
Njegovo je japansko ime Kameil, koje je kombinacija japanskih riječi kame, kornjača, i mail, oklop.

## Pokédex podaci
- Pokémon Red/Blue: Često se skriva u vodi vrebajući svoj plijen. Koristi svoje uši održavajući ravnotežu pri plivanju visokim brzinama.
- Pokémon Yellow: Kada je dodirnut, ovaj će Pokémon uvući svoje udove i glavu u oklop, iako će njegov rep i dalje stršiti van.
- Pokémon Gold: Poznat je kao simbol dugovječnosti. Ako se na oklopu nalaze alge, znak je visoke starosti dotičnog Wartortlea.
- Pokémon Silver: Lukavo održava ravnotežu svojim krznatim ušima i repom pri plivanju visokim brzinama.
- Pokémon Crystal: Njegov krznat rep simbol je dugovječnosti, čineći ga prilično popularnim Pokémonom među starijim ljudima.
- Pokémon Ruby/Sapphire: Njegov je rep velik i prekriven gustim, bogatim krznom. Rep postaje postpuno dublje boje kako Wartortle stari. Ogrebotine na njegovom oklopu dokaz su iskusnog borca.
- Pokémon Emerald: Njegov veliki rep prekriven je gustim i bogatim krznom koji produbljuje boju kako Wartortle stari. Ogrebotine na njegovom oklopu dokaz su iskusnog borca.
- Pokémon FireRed: Ovaj je Pokémon popularan kao ljubimac. Njegov krznat rep simbol je dugovječnosti.
- Pokémon LeafGreen: Često se krije u vodi, vrebajući neoprezan plijen. Za brza plivanja koristi uši pri održavanju ravnoteže.
- Pokémon Diamond/Pearl/Platinum: Rečeno je kako živi i do 10,000 godina. Njegov je krznat rep popularan simbol dugovječnosti.

## U videoigrama
Wartortle nije dostupan unutar videoigara u divljini. Jedini način dobivanja Wartortlea jest razvijanje Squirtlea, početnog Pokémona unutar nekih igara, od 16. razine nadalje.
Wartortle je ključan u dobivanju Blastoisea, u kojeg se razvija na 36. razini.

## Tehnike
| Prirodne tehnike           | Prirodne tehnike | Prirodne tehnike |
| -------------------------- | ---------------- | ---------------- |
| Tehnika                    | Vrsta tehnike    | Razina           |
| Obaranje (Tackle)          | Normalni         |                  |
| Zamah repom (Tail Whip)    | Normalni         |                  |
| Mjehurići (Bubble)         | Vodeni           |                  |
| Povlačenje (Withdraw)      | Vodeni           |                  |
| Vodeni pištolj (Water Gun) | Vodeni           |                  |
| Ugriz (Bite)               | Mračni           |                  |
| Brza vrtnja (Rapid Spin)   | Normalni         | 20               |
| Zaštita (Protect)          | Normalni         | 24               |
| Vodeni puls (Water Pulse)  | Vodeni           | 28               |
| Vodeni rep (Aqua Tail)     | Vodeni           | 32               |
| Udarac glavom (Skull Bash) | Normalni         | 36               |
| Ples kiše (Rain Dance)     | Vodeni           | 40               |
| Vodena crpka (Hydro Pump)  | Vodeni           | 44               |

## Statistike
| HP:      | 59 |  |
| Attack:  | 63 |  |
| Defense: | 80 |  |
| Special: | 65 |  |
| SpAtk:   | 65 |  |
| SpDef:   | 80 |  |
| Speed:   | 58 |  |

Statistika Special korištena je samo tijekom prve generacije; kasnije je podijeljenja na Special Attack i Special Defense statistike.

## U animiranoj seriji
U Pokémon animiranoj seriji, Wartortle se prvi puta pojavio u epizodi The Beach Blank-Out Blastoise, gdje se jedan zaletio i slučajno sudario u Asha i prijatelje tražeći pomoć za vođu svog plemena na Otoku Pokémon kornjača, Blastoisea koji se nije mogao probuditi. 
U kasnijim epizodama Hoenn generacije, Ash i njegovi prijatelji naiđu na studenta koji ima Wartortlea, Ivysaura i Charmeleona. Isti se Wartortle kasnije razvio u Blastoisea kako bi spasio svoje prijatelje i sebe od Tima Raketa.
Mayin se Squirtle tijekom njenog izbivanja iz animirane serije razvio u Wartortlea, posvjedočeno njenim pojavljivanjem u epizodi Staging a Heroes Welcome.